# Cary Challenger
Cary Challenger, właśc. Atlantic Tire Championships – męski turniej tenisowy rangi ATP Challenger Tour. Rozgrywany na kortach twardych w amerykańskim Cary od 2015 roku.

## Mecze finałowe

### Gra pojedyncza
| Rok      | Mistrz           | Finalista            | Wynik            |
| 2022     | Michael Mmoh     | Dominik Koepfer      | 7:5, 6:3         |
| 2021 (2) | Mitchell Krueger | Bjorn Fratangelo     | 6:4, 6:3         |
| 2021 (1) | Mitchell Krueger | Ramkumar Ramanathan  | 7:6(4), 6:2      |
| 2020     | Denis Kudla      | Prajnesh Gunneswaran | 3:6, 6:3, 6:0    |
| 2019     | Andreas Seppi    | Michael Mmoh         | 6:2, 6:7(4), 6:3 |
| 2018     | James Duckworth  | Reilly Opelka        | 7:6(4), 6:3      |
| 2017     | Kevin King       | Cameron Norrie       | 6:4, 6:1         |
| 2016     | James McGee      | Ernesto Escobedo     | 1:6, 6:1, 6:4    |
| 2015     | Dennis Novikov   | Ryan Harrison        | 6:4, 7:5         |

### Gra podwójna
| Rok      | Mistrzowie                                | Finaliści                              | Wynik                |
| 2022     | Nathaniel Lammons Jackson Withrow         | Treat Huey John-Patrick Smith          | 7:5, 2:6, 10–5       |
| 2021 (2) | William Blumberg Max Schnur               | Stefan Kozlov Peter Polansky           | 6:4, 1:6, 10–4       |
| 2021 (1) | Christian Harrison Dennis Novikov         | Petros Chrysochos Michail Perwolarakis | 6:3, 6:3             |
| 2020     | Tejmuraz Gabaszwili Dennis Novikov        | Luke Bambridge Nathaniel Lammons       | 7:5, 4:6, 10–8       |
| 2019     | Sekou Bangoura Michael Mmoh               | Treat Huey John-Patrick Smith          | 4:6, 6:4, 10–8       |
| 2018     | Evan King Hunter Reese                    | Fabrice Martin Hugo Nys                | 6:4, 7:6(6)          |
| 2017     | Marcelo Arévalo Miguel Ángel Reyes-Varela | Miķelis Lībietis Dennis Novikov        | 6:7(6), 7:6(1), 10–6 |
| 2016     | Philip Bester Peter Polansky              | Austin Krajicek Stefan Kozlov          | 6:2, 6:2             |
| 2015     | Chase Buchanan Blaž Rola                  | Austin Krajicek Nicholas Monroe        | 6:4, 6:7(5), 10–4    |